# Basilio Pompilj
Basilio Pompilj (Spoleto, 16 april 1858 – Rome, 5 mei 1931) was een Italiaans geestelijke en kardinaal van de Katholieke Kerk.
Pompilj studeerde aan het Pauselijk Romeins Seminarie en werd op 5 december 1886 tot priester gewijd. Hij deed vervolgens tot 1904 pastoraal werk in Rome. Ondertussen werd hij in 1891 auditor bij de Congregatie voor het Concilie en in 1899 apostolisch protonotaris. In 1904 werd hij benoemd tot auditor van de Sacra Rota Romana. In 1908 werd hij secretaris van de Congregatie voor het Concilie. Voordat hij bisschop was, werd hij al door paus Pius X kardinaal gecreëerd tijdens het consistorie van 27 november 1911. Zijn titeldiakonie werd de Santa Maria in Domnica. In 1913 benoemde Pius hem tot kardinaal-vicaris van het bisdom Rome. In datzelfde jaar werd hij titulair aartsbisschop van Philippi. In 1914werd Pompilj lid van de orde van de kardinaal-priesters. Nu werd de Santa Maria in Aracoeli zijn titelkerk.
Pompilj nam deel aan het conclaaf van 1914 dat leidde tot de verkiezing van Giacomo della Chiesa tot paus Benedictus XV. Hij wist tijdens de eerste zes stemronden zelf ook een redelijk aantal stemmen te halen.. Paus Benedictus benoemde hem tot aartspriester van de Sint-Jan van Lateranen. In 1917 werd hij kardinaal-bisschop van het suburbicair bisdom Velletri-Segni. Hij nam ook deel aan het conclaaf van 1922, waarbij Achille Ratti werd gekozen tot paus Pius XI. Tot zijn dood was hij vice-deken van het College van Kardinalen. Van 1925 tot zijn dood was hij ook president van de Pauselijke Commissie voor Gewijde Archeologie.
Kardinaal Pompilj werd begraven op Campo Verano. Later werd zijn lichaam overgebracht naar de kathedraal van Spoleto.